# 1 de abril
El 1 de abril es el 91.º (nonagésimo primer) día del año en el calendario gregoriano y el 92.º en los años bisiestos. Quedan 274 días para finalizar el año.

## Acontecimientos
- 407: en Constantinopla sucede un terremoto.[1]
- 1257: Alfonso X de Castilla, llamado "el Sabio" es proclamado, en segunda votación, candidato al título imperial, por Arnaldo de Isenburg, (arzobispo de Tréveris), del duque de Sajonia, del margrave de Brandeburgo y del rey de Bohemia, frente al candidato inglés, Ricardo de Cornualles. Esta designación no tuvo efecto por la oposición del resto de electores imperiales, lo que hizo que el rey castellano abandonase sus aspiraciones al trono imperial en mayo de 1275.[2]
- 1389: pacto de no agresión entre la Confederación Suiza y Austria.
- 1520: en el Puerto San Julián, provincia de Santa Cruz, se celebra la primera misa en territorio argentino.
- 1520: en Madrid, los comuneros ocupan el Alcázar de Madrid (véase Guerra de las Comunidades).
- 1540: Francisco I rey de Francia, anuncia el Edicto de Fontainebleau, por el que se prohíbe el credo protestante.
- 1545: en Potosí (actual Bolivia), Diego Zenteno y Juan Villarroel junto a otros españoles registran el hallazgo de yacimientos plata en el cerro Potosí, apoderándose del mismo y nombrándolo como Cerro Rico.
- 1572: los Mendigos del mar, rebeldes neerlandeses, toman la ciudad de Brielle.
- 1721: comienza la construcción del Palacio de La Granja (Segovia) y las obras de replanteo y trazado de los jardines.
- 1745: la emperatriz María Teresa de Austria decreta la expulsión de los judíos de Praga.
- 1767: el rey francés Luis XV ordena a los franceses instalados en las Malvinas desalojar el archipiélago.
- 1792 (otra fecha posible es el 21 de mayo): en la isla Kyūshū (Japón) entra en erupción el volcán Unzen, dejando un saldo de 15 000 víctimas fatales. Es la erupción que dejó más víctimas en la Historia de Japón.
- 1795: en París, los sans-culottes se levantan contra el Gobierno a causa del hambre.
- 1801: en Buenos Aires aparece el Telégrafo Mercantil, Rural, Político, Económico e Historiográfico: es el nacimiento del periodismo rioplatense.[3]
- 1810: Napoleón contrae matrimonio con María Luisa de Habsburgo, hija de Francisco I (emperador de Austria).
- 1813: en Santiago se publica el último número del Aurora de Chile que se transforma en El Monitor Araucano.
- 1818: en la villa de San Carlos (en la provincia argentina de Corrientes) —en el marco de la invasión lusobrasileña— se libra el segundo de los cuatro días de la batalla de San Carlos, en la que los portugueses (liderados por el carioca Francisco das Chagas Santos) vencerán a los argentinos (liderados por el guaraní Andresito Guasurarí y Artigas).
- 1825: primera audición en Alemania, en la ciudad de Fráncfort, de la Novena Sinfonía de Ludwig van Beethoven.
- 1825: en la localidad de Tumusla, Potosí (actual Bolivia), se libra la última batalla del Alto Perú comandada por Carlos Medinaceli Lizarazu, donde muere el realista Pedro Antonio Olañeta.
- 1829: en México, asume como presidente de la república el general Vicente Guerrero.
- 1833: en México, el general Antonio López de Santa Anna se erige en presidente de la república.
- 1837: se posesiona Jose Ignacio de Márquez cómo presidente de la Nueva Granada.
- 1862: España e Inglaterra rompen su alianza con Francia.
- 1863: en la calle Canuda de Barcelona las Hermanitas de los Pobres abren su primera fundación.
- 1867: en París se inaugura la Exposición Universal de Industrias y Bellas Artes, con la que Napoleón III pretende realzar su Imperio.
- 1889: en Japón se funda la localidad de Yokohama.
- 1891: en Burgos (España) se inaugura el Diario de Burgos.
- 1892: un grupo de independentistas cubanos en el exilio, liderados por José Martí, Antonio Maceo y Máximo Gómez fundan el Partido Revolucionario Cubano.
- 1894: en Madrid (España) se inaugura el actual edificio de la Real Academia Española.
- 1900: en Creta, Jorge I es nombrado príncipe soberano.
- 1901: se celebran en España numerosos mítines anticlericales, especialmente en La Coruña y Málaga.
- 1901: se establecen en España las normas para regular la circulación de tranvías.
- 1906: fundación del Club Deportivo Trasandino de Los Andes por los trabajadores del Ferrocarril Trasandino.
- 1908: fundación del Club Atlético San Lorenzo de Almagro, por el padre Lorenzo Massa.
- 1909: en Caracas (Venezuela) circula la primera edición del diario El Universal.
- 1911: fundación del Club Atlético Sarmiento (J).
- 1913: se estrena en el Casino Municipal de Niza (Francia) La vida breve, de Manuel de Falla.
- 1916: en Alemania, un cirujano diseña una mano ortopédica.
- 1918: en Reino Unido se formó la Real Fuerza Aérea británica (RAF); la fuerza aérea independiente más antigua del mundo.
- 1924: en Alemania, Adolf Hitler es condenado a cinco años de cárcel por alta traición, al intentar deponer por la fuerza al Gobierno democrático el 8 de noviembre anterior.
- 1924:     en Montserrat (Valencia) se unieron las dos bandas de música existentes y tocaron juntas por primera vez.
- 1924: en España se constituyen los ayuntamientos de todo el país según el nuevo estatuto de régimen local basado en un concepto organicista de la vida social.
- 1925: en Dessau se instala la Escuela Bauhaus.
- 1927: en Leuna (Alemania) se pone en marcha la primera gran instalación de licuefacción.
- 1928: en Amberes (Bélgica), los incidentes durante el partido de fútbol entre Bélgica y Países Bajos causan 30 heridos.
- 1928: en China, Jiang Jieshi inicia la serie de victorias militares que le convertirán en el paladín de la China anticomunista.
- 1929: en México prosiguen los combates entre las tropas federales del presidente Emilio Portes Gil y las del general rebelde Escobar.
- 1930: en Alemania se estrena la película El ángel azul, dirigida por Joseph von Sternberg. En ella debuta la actriz Marlene Dietrich.
- 1933: en Alemania, el recién elegido líder nazi Julius Streicher organiza un boicot de un día contra todos los negocios judíos en el país (en respuesta al boicot de los judíos estadounidenses en contra de las persecuciones de los nazis en Alemania).
- 1933: en el estado de Chihuahua (México) se funda la localidad de Delicias.
- 1935: en la Alemania nazi inician su labor los Departamentos de Sanidad, con secciones especiales para la asistencia hereditaria y racial.
- 1935: el North American T-6 Texan realizó su primer vuelo.
- 1936: Austria decide la implantación del servicio militar obligatorio.
- 1936: en la Alemania nazi, el reglamento de médicos promulgado por Hitler completa la (auto) equiparación del colectivo médico que se encuentra en la Alemania nazi.
- 1937: Birmania se separa de la India (que está invadida por el Imperio británico) y obtiene el estatuto de dominio.
- 1938: en Suiza se crea la primera fábrica de café instantáneo, Nescafé.
- 1938: en la provincia de Shandong, a 690 km al sur de Pekín (China) ―en el marco de la segunda guerra sino-japonesa (1937-1945)― continúa la Batalla de Taierzhuang (24 de marzo a 7 de abril de 1938), en que el ejército de la República de China vencerá al ejército del Imperio del Japón. Se trata de la primera gran victoria china de la guerra. Humilló al ejército japonés y destrozó para siempre su reputación como «fuerza invencible».
- 1939: En España, Radio Nacional anuncia el último parte de la guerra civil Española, declarando la derrota del "ejército rojo" y finalizando la guerra. Comienza la Dictadura de Francisco Franco.

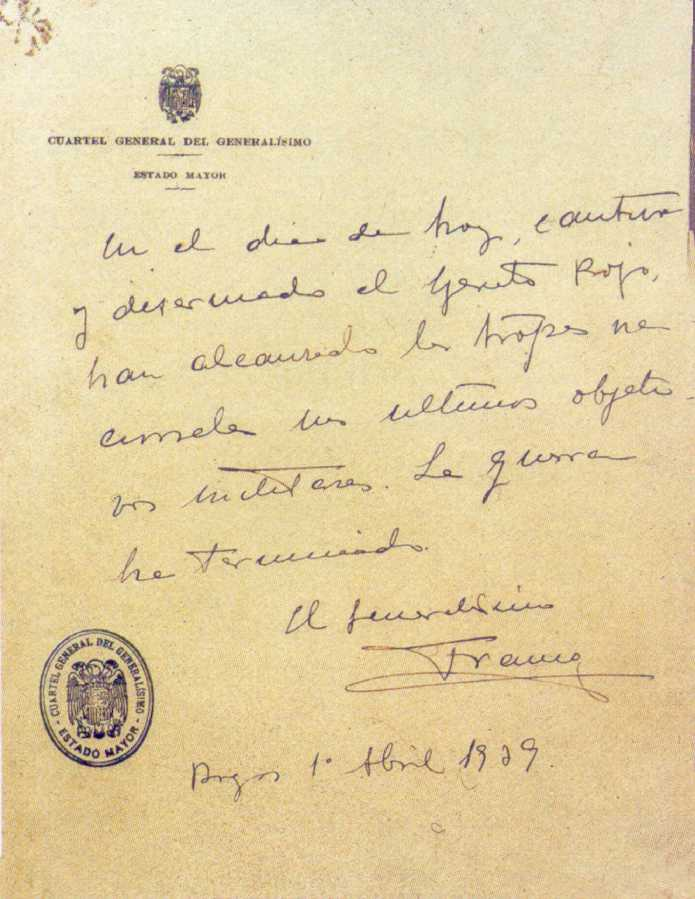
Documento original del último parte de la guerra civil Española.

- 1940: en San Lorenzo de El Escorial (Madrid), el general Franco preside la inauguración simbólica del Monumento a los Caídos.
- 1940: el Grumman XF5F Skyrocket realizó su primer vuelo.
- 1941: en Venezuela, el general Isaías Medina Angarita asume la presidencia.
- 1944: en Suiza, los aliados bombardean «por error» la ciudad de Schaffhausen.
- 1945: dos divisiones del Ejército de los Estados Unidos y dos divisiones de los Marines, desembarcan en la isla japonesa de Okinawa a 550 km al sur de Japón, planeando usar la isla como base para las operaciones aéreas con tal de invadir territorio japonés; la llamada Operación Downfall.
- 1946: Un terremoto de 8.6 en las islas Aleutianas y un tsunami dejan 170 muertos.
- 1950: en Nueva York (Estados Unidos), la ONU adopta un plan para dividir Jerusalén.
- 1951: en Japón se funda la ciudad de Hyūga (Miyazaki).
- 1952: en el área 5 del sitio de pruebas nucleares de Nevada, Estados Unidos detona la bomba atómica Able (o sea "A"), de 1 kilotón), dejándola caer desde un avión. Es la primera de la Operación Tumbler-Snapper.
- 1954: se retiran en México las monedas de plata de 5 pesos, pues, tras la devaluación, el valor del metal superaba el de intercambio de la moneda.
- 1955: se producen en Chipre atentados terroristas contra las tropas británicas.
- 1956: España y Marruecos firman un acuerdo sobre transferencia del territorio marroquí que hasta entonces era Protectorado español (Véase guerra de Marruecos).
- 1957: India adopta el sistema métrico decimal.
- 1958: España y Marruecos firman los acuerdos de Cintra.
- 1959: Franco inaugura el monumento del Valle de los Caídos.
- 1960: desde Cabo Cañaveral, Estados Unidos lanza el primer satélite meteorológico funcional del mundo, el TIROS-1.
- 1964: se funda la programadora Producciones JES fundado por Julio Sánchez Vanegas se mantuvo hasta 2000.
- 1965: en un pozo a 561 metros bajo tierra, en el área U7j del Sitio de pruebas atómicas de Nevada (a unos 100 km al noroeste de la ciudad de Las Vegas), a las 10:40 (hora local) Estados Unidos detona su bomba atómica Lime, de menos de 20 kt. Es la bomba n.º 455 de las 1132 que Estados Unidos detonó entre 1945 y 1992.
- 1967: Bolivia solicita ayuda militar a Argentina en la lucha contra la Guerrilla de Ñancahuazú liderada por el "Che" Guevara.
- 1969: en el contexto de la dictadura franquista en España, se publica el decreto que daba prescripción a los delitos cometidos durante la guerra civil española. Cientos de personas que vivieron escondidas evitando la represión franquista, conocidas como topos pudieron salir de sus escondites tras más de 30 años ocultos.[4]
- 1969: el Tribunal Supremo español confirma la sentencia del Tribunal de Orden Público (TOP) y condena a Néstor Luján a 8 meses de prisión por publicar una carta sobre el problema de la lengua catalana.
- 1970: la astrónoma Lyudmila Chernykh descubre el asteroide (1957) Angara.
- 1971: Estados Unidos cede a España la propiedad del oleoducto Rota-Zaragoza.
- 1973: en Reino Unido comienza a aplicarse el IVA (impuesto al valor agregado).
- 1976: en Estados Unidos se funda la empresa de computadoras Apple Computer Company.
- 1976: en Darmstadt (Alemania), gracias al acelerador de partículas UNILAC, propiedad del GSI, se logra por primera vez acelerar un ion pesado (U-238) hasta 6,7 MeV.
- 1976: La agrupación británica Wings liderada por Paul Mc Cartney publica el sencillo "Silly love songs", sencillo promocional del Álbum "Wings at the speed of sound", alcanzando el número 1 en el Billboard hot song en USA  y el número 2 en el UK Singles Chart.
- 1979: en Estados Unidos se funda el primer canal infantil Nickelodeon.
- 1979: en Irán se proclama la República islámica.
- 1981: Estados Unidos lanza la primera misión de un transbordador espacial.
- 1985: en El Salvador, José Napoleón Duarte consigue la victoria en las elecciones generales.
- 1985: Nike lanza su línea de zapatillas de baloncesto Air Jordan  al público. Estas zapatillas eran hechas para Michael Jordan
- 1986: en España entra en vigor la ley de extranjería.
- 1991: en los Estados Unidos, el New York Times, el Washington Post y Los Angeles Times informan que Selene Walters ha confirmado su denuncia de que el actor Ronald Reagan la violó en su casa en 1952.
- 1991: en Chile, el senador Jaime Guzmán Errázuriz ―quien fue artífice de la nueva Carta Fundamental de 1980― es asesinado por miembros del Frente Patriótico Manuel Rodríguez, organización política de extrema izquierda.
- 1993: el Gobierno español remite para su dictamen al Consejo Económico y Social un nuevo modelo de relaciones laborales que afectará a la legislación laboral y a las modalidades de contratos.
- 1995: en la República de Crimea, el presidente ucraniano Leonid Kuchma realiza un golpe de Estado contra el presidente Yuri Meshkov, abole la Constitución de ese país y lo anexa al suyo.
- 1997: el arquitecto español Miguel Fisac obtiene por unanimidad el VII Premio Antonio Camuñas de Arquitectura.
- 1997: es emitido en Japón el primer episodio del anime Pokémon (anime) cuyo título es "Pokémon, yo te elijo". Da comienzo el anime, la serie original y la primera temporada
- 1998: en Nueva York (Estados Unidos), la niña Emily Rosa (11) se convierte en la persona más joven que ha publicado un artículo en una revista científica (Journal of the American Medical Association). Su trabajo sobre el toque terapéutico refutó las afirmaciones de sus practicantes de que son capaces de detectar el aura de una persona.[5]
- 2000: la sucesión del primer ministro japonés, que sufre una embolia cerebral, provoca la crisis política en el país.
- 2000: En Murcia, José Rabadán Pardo, de 16 años, asesina a sus padres y a su hermana de 9 años con síndrome de Down y trata de huir a Barcelona. Este suceso es popularmente conocido como el crimen de la catana.
- 2001: Slobodan Milošević ingresa en prisión acusado de malversación de fondos.
- 2001: en Países Bajos se celebran los primeros matrimonios homosexuales con plenos derechos.
- 2002: Países Bajos se convierte en el primer y único país en legalizar la eutanasia (que ya estaba despenalizada desde 1994).
- 2003: la compañía de videojuegos Squaresoft y Enix se fusionan, dando lugar a la compañía Square Enix
- 2004: la revista National Geographic anuncia el fin del estudio geológico de España (Proyecto Magna) con la elaboración de más de 1000 mapas.
- 2004: el escritor Arturo Pérez-Reverte obtiene el Premio González-Ruano de Periodismo.
- 2004: una operación conjunta de varias policías europeas concluye con la detención de cincuenta personas relacionadas con el grupo turco de extrema izquierda FRPLP (Frente Revolucionario del Partido para la Liberación Popular).
- 2004: la británica Beverly Hughes, ministra de Inmigración del Gobierno de Tony Blair, dimite a consecuencia del escándalo provocado por la concesión de miles de visados en el consulado de Bucarest.
- 2004: en España, el pintor, escultor y grabador Pablo Palazuelo recibe el Premio Velázquez de las Artes Plásticas.
- 2004: en Buenos Aires, más de 150 000 personas se manifiestan en muestra de rechazo por el asesinato del joven Axel Blumberg, en la mayor manifestación argentina desde la recuperación de la democracia en 1983.
- 2004: Fue creado Gmail el correo electrónico de Google por Paul Buchheit en Nueva York en los Estados Unidos
- 2005: en Barcelona se funda el Centro Nacional de Supercomputación.
- 2005: en León (España) se inaugura el Musac (Museo de Arte Contemporáneo).
- 2005: la policía detiene en Madrid a trece personas presuntamente relacionadas con los atentados del 11-M.
- 2005: en Río de Janeiro (Brasil) un presunto comando de policías militares asesina indiscriminadamente a 30 personas.
- 2005: en la Ciudad del Vaticano, el papa Juan Pablo II, un día antes de morir, acepta la renuncia del cardenal Miguel Obando y Bravo como arzobispo de Managua, Nicaragua, y nombra como su sucesor a monseñor Leopoldo Brenes, quien hasta entonces era obispo de Matagalpa.
- 2007: en Bilbao se realiza la última apertura del puente de Deusto.
- 2007: fue por primera vez emitido el anime Tengen Toppa Gurren Lagann del estudio Gainax en el canal japonés TV Tokyo.
- 2011: en Argentina, el canal infantil Playhouse Disney: Maravilloso Mundo se convierte en Disney Junior, y se estrena la nueva serie Jake & los piratas del país de Nunca Jamás.
- 2014: en Iquique (Chile) ocurre un fuerte terremoto de 8,3 grados en la escala de Richter.
- 2016: con pocas horas de anticipación, la banda estadounidense Guns N' Roses anuncia un concierto sorpresa para la noche venidera, significando su regreso a los escenarios con los miembros originales Axl Rose, Slash y Duff McKagan, desde su último concierto juntos en 1994.
- 2017: en Colombia, una avalancha de piedra y lodo arrasa barrios enteros en Mocoa, capital de Putumayo. El balance oficial es de 320 víctimas mortales.
- 2018: en Costa Rica, Carlos Alvarado Quesada, resulta ganador de las elecciones
- 2019: en el terminal Fiori de la ciudad de Lima (Perú), sucede un incendio en la parte trasera del segundo piso de un bus interprovincial que debía cubrir la ruta de Lima a Chiclayo. Fallecen 17 personas.
- 2022: Los canales FXM (Latinoamérica), Star Life, Nat Geo Wild, Nat Geo Kids, y Disney XD finalizan sus emisiones por una reestructuración de Disney.

## Nacimientos
- 1220: Go-Saga, emperador japonés (f. 1272).
- 1282: Luis IV de Baviera, rey bávaro (f. 1347).
- 1300: Constanza de Aragón, aristócrata española (f. 1327).
- 1543: François de Bonne, aristócrata francés (f. 1626).
- 1578: William Harvey, médico y filósofo británico (f. 1657).
- 1613: Charles de Saint-Évremond, escritor francés (f. 1703).
- 1629: Jean-Henri d'Anglebert, compositor y clavecinista francés (f. 1691).

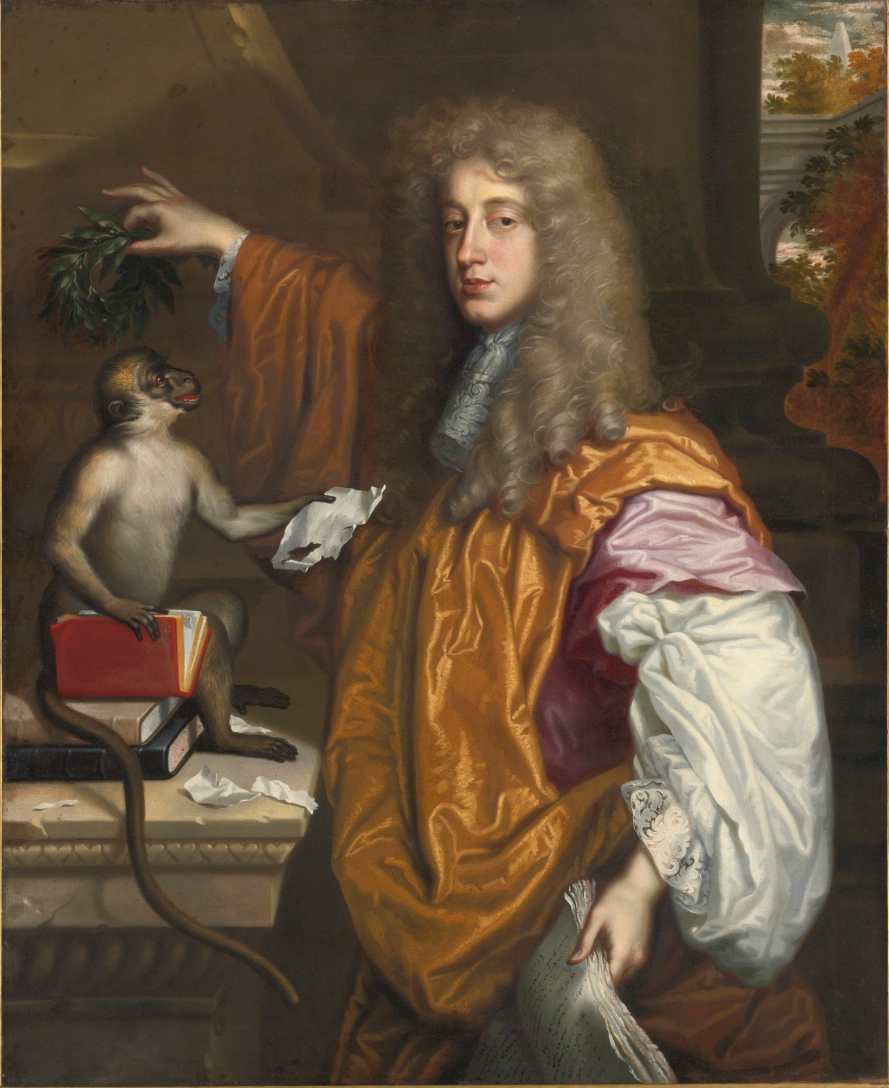
John Wilmot.

- 1647: John Wilmot, poeta y escritor libertino británico (f. 1680).
- 1663: Alexander van Bredael, pintor flamenco (f. 1720).
- 1697: Abate Prévost, novelista francés (f. 1763).
- 1724: Juan Rossell, compositor y maestro de capilla español (f. 1780).
- 1730: Salomón Gessner, pintor y escritor suizo (f. 1788).
- 1734: Scipione Borghese Colonna, cardenal italiano (f. 1782).
- 1753: Joseph de Maistre, teórico político y filósofo saboyano (f. 1821).
- 1755: Jean Anthelme Brillat-Savarin, jurista francés (f. 1826).
- 1759: José Bustamante, marino y político español (f. 1825).
- 1759: Torcuato Torío de la Riva, calígrafo español (f. 1820).
- 1766: François-Xavier Fabre, pintor francés (f. 1837).
- 1767: Domingo Badía y Leblich, espía español (f. 1818).
- 1774: Gustav von Rauch, general de infantería y Ministro de Guerra prusiano (f. 1841).
- 1776: Sophie Germain, matemática francesa (f. 1831).
- 1976: Louis Didier Jousselin, ingeniero francés (f. 1858).
- 1788: Margarita Occhiena, religiosa italiana (f. 1856).
- 1801: Henry Perigal, corredor de bolsa, matemático y astrónomo británico (f. 1898).
- 1803: Antonio María Blanco Castañola, militar español (f. 1866).
- 1809: Nikolái Vasílievich Gógol, escritor ucraniano en lengua rusa (f. 1852).
- 1812: Venancio de Herrasti, organista y compositor español (f. 1887).
- 1813: Herman Fredrik Sohlberg, educador y pastor luterano finlandés (f. 1881).
- 1814: Mateo Casanova, militar cubano (f. 1871).
- 1815: Otto von Bismarck, canciller alemán (f. 1898).
- 1816: Venancio Gurrea, político español (f. 1872).
- 1819: Theodor Codrescu, traductor, escritor, editor e impresor rumano (f. 1894).
- 1821: Anka Obrenović, escritora y noble serbia (f. 1868).
- 1829: Lizzie Doten, poetisa y espiritista estadounidense (f. 1913).
- 1829: Otto Livonius, vicealmirante alemán (f. 1917).
- 1832: William Prest, jugador de críquet y futbolista inglés (f. 1885).
- 1837: Jorge Isaacs, escritor colombiano (f. 1895).
- 1837: Luis Francisco Benítez de Lugo y Benítez de Lugo, político español (f. 1876).
- 1842: Edmund Neupert, pianista y compositor noruego (f. 1888).
- 1843: Venancio Antonio Morín, militar y político venezolano (f. 1919).
- 1845: Louisa Siefert, poetisa francesa (f. 1877).
- 1847: Jules Crevaux, explorador y médico francés (f. 1882).
- 1848: Comodoro Nutt, artista de circo estadounidense (f. 1881).
- 1851: Bernardo III de Sajonia-Meiningen, último duque reinante de Sajonia-Meiningen (f. 1928).
- 1852: Juan Manuel Cafferata, político argentino (f. 1920).
- 1856: Acacio Gabriel Viegas, médico indio (f. 1933).
- 1858: Friedrich Springorum, ingeniero y empresario alemán (f. 1938).
- 1859: Seth Eugene Meek, ictiólogo estadounidense (f. 1914).
- 1862: Mary Proctor, escritora, astrónoma y divulgadora científica irlandesa-estadounidense (f. 1957).
- 1864: Aurelio Ribalta, escritor y periodista español (f. 1940).
- 1865: Irene Morales, militar chilena (f. 1890).
- 1865: Enrique Vacas Galindo, cartógrafo, historiador y religioso ecuatoriano (f. 1938).
- 1865: Richard Zsigmondy, químico austriaco, premio nobel de química en 1925 (f. 1929).
- 1866: Ferruccio Busoni, director de orquesta y compositor italiano (f. 1924).
- 1868: Edmond Rostand, dramaturgo francés (f. 1918).
- 1869: Carlos Bruch, naturalista, entomólogo, profesor, dibujante, fotograbador y fototipista argentino (f. 1943).
- 1870: Léon Bollée, inventor y fabricante de automóviles francés (f. 1913).
- 1871: Otto Fuhrmann, parasitólogo suizo (f. 1945).
- 1873: Serguéi Rajmáninov, compositor y pianista ruso (f. 1943).
- 1875: Edgar Wallace, escritor británico de novelas de misterio (f. 1932).
- 1876: Agenor Albornoz, dirigente deportivo argentino (f. 1956).
- 1878: Louise Gunning, soprano estadounidense (f. 1960).
- 1881: Carlos Sáez Morales, militar, escritor y político chileno (f. 1941).
- 1882: María Domínguez Remón, periodista y política, primera alcaldesa española, fusilada (f. 1936).
- 1883: Lon Chaney, actor estadounidense (f. 1930).
- 1885: Wallace Beery, actor estadounidense (f. 1949).
- 1887: Leonard Bloomfield, filólogo estadounidense (f. 1949).
- 1888: Jean Alavoine, ciclista francés (f. 1943).
- 1891: Gustav Zinke, remero checoslovaco (f. 1967).
- 1892: Francisco Giovanola, escultor argentino (f. 1973).
- 1892: Renato Zanelli, barítono y tenor chileno (f. 1935).
- 1894: Pablo Pedro Meouchi, cardenal libanés y patriarca maronita de Antioquía entre 1955 y 1975. (f. 1975).
- 1895: Alberta Hunter, cantante estadounidense (f. 1984).
- 1895: Paul Richter, actor austriaco (f. 1961).
- 1896: Jean Tissier, actor francés (f. 1973).
- 1897: Lucille Bogan, cantante y compositora de blues estadounidense (f. 1948).
- 1898: William James Sidis, genio estadounidense (f. 1944).
- 1898: Arturo Bray, escritor, editorialista y militar paraguayo (f. 1974).
- 1899: Annie Jean Macnamara, médico y científica australiana (f. 1968).
- 1901: Francisco Ascaso Abadía, representante del movimiento anarcosindicalista español (f. 1936).
- 1901: Edna Tichenor, actriz estadounidense (f. 1965).
- 1901: Alexander Maes, ciclista belga (f. 1973).
- 1901: Whittaker Chambers, escritor y editor estadounidense (f. 1961).
- 1902: María Polydouri, poetisa griega (f. 1930).
- 1904: Juan Gil-Albert, escritor español (f. 1994).
- 1904: Miguel M. Delgado, cineasta mexicano (f. 1994).
- 1904: Nikolái Berzarin, militar soviético (f. 1945).
- 1904: Holger Löwenadler, actor sueco (f. 1977).
- 1905: Emmanuel Mounier, filósofo francés (f. 1950).
- 1906: Aleksandr Sergéyevich Yákovlev, ingeniero aéreo ruso (f. 1989).
- 1908: Abraham Maslow, psicólogo estadounidense (f. 1970).
- 1911: Fauja Singh, maratonista británico (f. 2025).
- 1916: Antonio Corso, sacerdote y obispo católico uruguayo (f. 1985).
- 1918: Eduardo Primo Yúfera, químico español (f. 2007).
- 1918: Ján Kadár, cineasta eslovaco (f. 1979).
- 1919: Joseph Edward Murray, médico estadounidense, premio nobel de medicina en 1990 (f. 2012).
- 1920: Toshirō Mifune, actor japonés de origen chino (f. 1997).
- 1920: Guillermo Buitrago, compositor colombiano (f. 1949).
- 1920: Fernando Valadés, compositor, pianista y cantante mexicano de boleros (f. 1978).
- 1920: Mansour Rouhani, político iraní (f. 1979).
- 1922: William Manchester, historiador estadounidense (f. 2004).
- 1922: Semillita (Juan Bertelegni), actor argentino (f. 1991).
- 1922: Luis Manuel Pelayo, actor y locutor mexicano (1989).
- 1925: Yin Yin, sobrino de la poetisa chilena Gabriela Mistral (f. 1943).
- 1925: Wojciech Jerzy Has, cineasta polaco (f. 2000).
- 1926: Delia Zapata Olivella, fue una bailarina, folclorista. Se destacó como artista y maestra de los bailes folclóricos de las costas Pacífica y Atlántica de Colombia (f. 2001).
- 1926: Anne McCaffrey, escritora estadounidense (f. 2011).
- 1926: Luis de la Puente Uceda, político peruano (f. 1965).
- 1926: Demokrat Leonov, militar soviético (f. 1969).
- 1927: Bob Arbogast, actor de voz, locutor radiofónico y televisivo estadounidense (f. 2009).
- 1927: Thomas Holtzmann, actor alemán (f. 2013).
- 1928: Enio Garrote, esperantista, traductor y escritor argentino (f. 2012).
- 1928: Carlos González Jaksic, contador general, profesor y político chileno (f. 2008).
- 1928: Kiyonori Kikutake, arquitecto japonés (f. 2011).
- 1928: Eddie Pequenino, trombonista, cantante y comediante argentino (f. 2000).
- 1928: Ricardo Suriñach Carreras, obispo católico puertorriqueño (f. 2005).
- 1929: Milan Kundera, escritor y poeta checoslovaco (f. 2023).
- 1929: Jane Powell, cantante, bailarina y actriz estadounidense (f. 2021).
- 1930: Victoria Sau, escritora, psicóloga y feminista española (f. 2013).
- 1931: Rolf Hochhuth, escritor alemán (f. 2020).
- 1931: Rafael Pérez de la Dehesa, historiador español (f. 1972).
- 1932: Ricardo Bruera, docente y político argentino, ministro de Educación durante la dictadura cívico-militar argentina (1976-1983).
- 1932: Bernardo Víctor Carande, escritor español (f. 2005).
- 1932: Debbie Reynolds, actriz estadounidense (f. 2016).
- 1933: Claude Cohen-Tannoudji, físico francés, premio nobel de física en 1997.
- 1935: Fernando del Paso, escritor, dibujante, pintor y diplomático mexicano (f. 2018).
- 1936: Jean-Pascal Delamuraz, político suizo (f. 1998).
- 1937: Yılmaz Güney, cineasta turco (f. 1984).
- 1937: Angela Pagano, actriz y cantante italiana (f. 2024).
- 1939: Ali MacGraw, actriz estadounidense.
- 1939: Luis Martínez Villicaña, político mexicano (f. 2011).
- 1940: Wangari Maathai, activista keniana, premio nobel de la paz en 2004 (f. 2011).
- 1940: Graciela Paraskevaídis, compositora, musicóloga y docente argentina nacionalizada uruguaya (f. 2017).
- 1940: Annie Nightingale, locutora de radio y televisión británica.
- 1941: Hugo José García Hernández, militar y diplomático venezolano.
- 1942: Samuel R. Delany, escritor estadounidense.
- 1943: Mario Botta, arquitecto suizo.
- 1945: Kim Sin Yong, poeta surcoreano.
- 1946: Arrigo Sacchi, entrenador italiano de fútbol.
- 1946: Nikitas Kaklamanis, médico y político griego.
- 1947: Alain Connes, matemático francés.
- 1947: Robin Scott, cantante británico.
- 1947: Norm Van Lier, baloncestista estadounidense (f. 2009).
- 1947: Humberto Suárez y Humberto Toschi, guerrilleros argentinos (f. 1972).
- 1948: Hélé Béji, escritora tunecina.
- 1948: Jimmy Cliff, músico jamaicano de reggae.
- 1948: Andrea Feldman, actriz estadounidense (f. 1972).
- 1948: Javier Irureta, entrenador de fútbol y futbolista español.
- 1949: Ana Maria Braga, presentadora de televisión, periodista y actriz brasileña.
- 1949: Gil Scott-Heron, músico y compositor estadounidense (f. 2011).
- 1950: Samuel Alito, juez estadounidense.
- 1950: Aldo Pignanelli, economista, contador y político argentino (f. 2019).
- 1950: Loris Kessel, piloto suizo de automovilismo (f. 2010).
- 1952: Annette O'Toole, actriz estadounidense.
- 1952: Bernard Stiegler, filósofo francés (f. 2020).
- 1953: Barry Sonnenfeld, cineasta estadounidense.
- 1953: Alberto Zaccheroni, futbolista y entrenador italiano.
- 1954: Óscar Ladoire, actor español.
- 1954: Lee Chang-dong, cineasta surcoreano.
- 1954: Jeff Porcaro, músico estadounidense (f. 1992).
- 1954: Vicente Soto Sordera, cantaor flamenco español.
- 1956: Selva Klett, jurista uruguaya.
- 1957: Branislav Blažić, cirujano y político serbio (f. 2020).
- 1957: Jalil Huseynov, pintor azerbaiyano.
- 1959: Helmuth Duckadam, futbolista rumano (f. 2024).
- 1960: Marcelo Tinelli, presentador, empresario, productor y dirigente deportivo argentino.
- 1961: Juan Echanove, actor español.
- 1961: Sergio Scariolo, entrenador de baloncesto italiano.
- 1961: Susan Boyle, cantante británica.
- 1962: Samboy Lim, baloncestista filipino (f. 2023).
- 1963: Richard Coleman, músico, guitarrista y compositor argentino.
- 1963: Carolina Perpetuo, modelo, animadora y actriz venezolana.
- 1963: Wojciech Jankowski, remero polaco.
- 1964: Erik Breukink, ciclista neerlandés.
- 1965: Mark Jackson, baloncestista estadounidense.
- 1965: Tomas Alfredson, cineasta sueco.
- 1967: Gustavo Nápoli, cantante, compositor y guitarrista argentino de la banda La Renga.
- 1967: Phil Demmel, músico estadounidense, de la banda Machine Head.
- 1967: Mario Russo, médico cardiólogo argentino.
- 1968: Alexander Stubb, político finlandés, presidente de Finlandia desde 2024.
- 1969: Daniel Garnero, futbolista y entrenador argentino.
- 1969: Nabil Ayouch, cineasta francés de origen marroquí
- 1971: Shinji Nakano, piloto de carreras japonés.
- 1971: Mariano Peluffo, conductor argentino.
- 1972: Jesse Tobias, músico estadounidense.
- 1973: Rachel Maddow, comentadora política estadounidense.
- 1973: Cristiano Doni, futbolista italiano.
- 1973: Oscar Moens, futbolista neerlandés.
- 1973: Kris Marshall, actor británico.
- 1974: Richard Christy, baterista y cineasta estadounidense.
- 1974: Apollyon (Ole Jørgen Moe), músico noruego de black metal.
- 1974: Paolo Bettini, ciclista italiano.
- 1974: Vladímir Beschástnyj, futbolista ruso.
- 1975: José Antonio García Calvo, futbolista español.
- 1975: Washington Stecanela Cerqueira, futbolista brasileño.
- 1976: Clarence Seedorf, futbolista neerlandés.
- 1976: Miss Bolivia, cantante, compositora y disc jockey argentina.
- 1976: John Elkann, empresario italiano.
- 1976: Jafet Soto, futbolista costarricense.
- 1976: Mário Custódio Nazaré, futbolista brasileño.
- 1976: Daniele Gilardoni, remero italiano.
- 1976: Asım Pars, baloncestista bosnio-turco (f. 2024).
- 1976: Clarence Seedorf, futbolista neerlandés-surinamés.
- 1976: Gábor Király, futbolista húngaro.
- 1976: Nicole Sanderson, voleibolista australiana.
- 1977: Haimar Zubeldia, ciclista español.
- 1977: Vincent Doukantié, futbolista francés.
- 1978: Marián Álvarez, actriz española.
- 1978: Antonio de Nigris, futbolista mexicano (f. 2009).
- 1978: Anamaria Marinca, actriz rumana.
- 1978: Miroslava Vavrinec, tenista suiza.
- 1978: Marco Rossi, futbolista italiano.
- 1978: Sabrina Enaux, ciclista francesa.
- 1979: Ivano Balić, balonmanista croata.
- 1979: Ruth Beitia, atleta española.
- 1979: Elizabeth Gutiérrez, actriz, modelo y empresaria estadounidense de ascendencia mexicana.
- 1979: Roberta Alaimo, política italiana.
- 1979: Louis Campbell, baloncestista estadounidense.
- 1979: Julian Tepper, escritor y músico estadounidense.
- 1980: Randy Orton, luchador profesional estadounidense.
- 1980: Kléber de Carvalho Corrêa, futbolista brasileño.
- 1980: Yūko Takeuchi, actriz japonesa (f. 2020).
- 1980: Luis Guillermo Campos, futbolista costarricense.
- 1981: Antonis Fotsis, baloncestista griego.
- 1981: Hannah Spearritt, cantante, actriz y bailarina británica de la banda S Club 7.
- 1981: Jorge Costa Pires, futbolista portugués.
- 1981: Nebojša Joksimović, futbolista serbio.
- 1981: Park Ye-jin, actriz surcoreana.
- 1981: Rebeca Torró, política española.
- 1981: Mariusz Wiesiak, ciclista polaco.
- 1982: Gunnar Heiðar Þorvaldsson, futbolista islandés.
- 1982: Vytautas Kaupas, ciclista lituano.
- 1982: Jorge Perona, futbolista y entrenador español.
- 1982: Juan Rodríguez Villamuela, futbolista español.
- 1982: Borja Pérez, futbolista español.
- 1982: Róbert Vittek, futbolista eslovaco.
- 1982: Kazuto Ishido, futbolista japonés.
- 1983: John Axford, beisbolista canadiense.
- 1983: Matt Lanter, actor y modelo estadounidense.
- 1983: Serguéi Lázarev, cantante y actor ruso.
- 1983: Christian Schulz, futbolista alemán.
- 1983: Ólafur Ingi Skúlason, futbolista islandés.
- 1983: Eugene Sseppuya, futbolista ugandés.
- 1984: Gilberto Macena, futbolista brasileño.
- 1984: Jonas Gonçalves Oliveira, futbolista brasileño.
- 1984: Juan Taleb, cantante argentino.
- 1984: Alessandra Lucchino, esgrimidora italiana.
- 1984: Johnny Baldwin, piloto estadounidense de automovilismo.
- 1984: Eric Mouloungui, futbolista gabonés.
- 1984: Mohamed Malallah, futbolista emiratí.
- 1984: Majed Naser, futbolista emiratí.
- 1984: Craig Samson, futbolista escocés.
- 1985: Manolo Reina, futbolista español.
- 1985: Luis Macías, futbolista ecuatoriano.
- 1985: Enzo Cabrera, futbolista chileno.
- 1986: Haminu Dramani, futbolista ghanés.
- 1986: Sergio Rivero, cantante español.
- 1986: Hillary Scott, cantante estadounidense.
- 1986: Gift Atulewa, futbolista nigeriano (f. 2024).
- 1987: Karol Cariola, política comunista chilena.
- 1987: José Ortigoza, futbolista paraguayo.
- 1987: Álvaro Campos Estellés, futbolista español.
- 1987: Pau Cendrós, futbolista español.
- 1987: Vitorino Antunes, futbolista portugués.
- 1987: Ahmed Abdulla Ali, futbolista bareiní.
- 1987: Jérôme Baugnies, ciclista belga.
- 1988: Brook López, baloncestista estadounidense.
- 1988: Robin López, baloncestista estadounidense.
- 1988: Antonino Barillà, futbolista italiano.
- 1988: Jung Hae-in, actor surcoreano.
- 1988: Abel Azcona, artista y escritor español.
- 1988: David Ferreiro, futbolista español.
- 1988: Tan Long, futbolista chino.
- 1989: María Villalón, cantante española.
- 1989: David N'Gog, futbolista francés de origen camerunés.
- 1989: Clint Irwin, futbolista estadounidense.
- 1989: Andrea Marcela Cristina, contadora y política argentina.
- 1989: Judy Minx, actriz pornográfica francesa.
- 1990: Serhiy Rybalka, futbolista ucraniano.
- 1990: Matt Hedges, futbolista estadounidense.
- 1990: Ángel Carrascosa Muñoz, futbolista español.
- 1991: Duván Zapata, futbolista colombiano.
- 1991: Cristian Galano, futbolista italiano.
- 1991: Jens Naessens, futbolista belga.
- 1992: Lola Índigo, cantante española.
- 1992: Martin Nyenget, esquiador de fondo noruego.
- 1993: Hannes Van der Bruggen, futbolista belga.
- 1993: Álvaro Traver, futbolista español.
- 1993: Roselord Borgella, futbolista haitiana.
- 1994: Ella Eyre, cantante y compositora británica.
- 1994: Dani Calvo, futbolista español.
- 1994: Brian Oliván, futbolista español.
- 1994: Kevin Ramírez, futbolista uruguayo.
- 1994: Sergio Cunningham, futbolista panameño.
- 1995: Logan Paul, celebridad de internet, actor y boxeador estadounidense.
- 1995: Karim Gazzetta, futbolista suizo (f. 2022).
- 1995: Alexandru Păun, futbolista rumano.
- 1995: Chadrac Akolo, futbolista congoleño.
- 1995: Kadidiatou Diani, futbolista francesa.
- 1996: Kang Hae-rim, actriz surcoreana.
- 1996: Lucas Carvalho da Silva, futbolista brasileño.
- 1996: Daiki Miya, futbolista japonés.
- 1996: Santiago Molina, futbolista argentino.
- 1996: Josepablo Monreal, futbolista chileno.
- 1996: Andrés Murillo, futbolista colombiano.
- 1996: Javon Bess, baloncestista estadounidense.
- 1996: Buçe Buse Kahraman, actriz y modelo turca.
- 1996: Pablo Clavería, futbolista español.
- 1996: Zoran Nikolić, baloncestista montenegrino.
- 1996: José María Paredes, futbolista peruano.
- 1996: Karolin Wagner, piragüista alemana.
- 1996: Warren Foegele, jugador de hockey sobre hielo canadiense.
- 1996: Kutter Crawford, beisbolista estadounidense.
- 1996: Seol Da-Yeong, arquera surcoreana.
- 1996: Sophia Hutchins, empresaria y personalidad televisiva transgénero estadounidense (f. 2025).
- 1997: Liudmyla Babak, piragüista ucraniana.
- 1997: Asa Butterfield, actor británico.
- 1997: Morten Behrens, futbolista alemán.
- 1997: Igor Vinícius, futbolista brasileño.
- 1997: Edgar González Estrada, futbolista español.
- 1997: Fabrizio Ramírez, futbolista costarricense.
- 1997: Xeniya Kurach, piragüista rusa.
- 1998: Alexandre Zurawski, futbolista brasileño.
- 1998: Aké Arnaud Loba, futbolista marfileño.
- 1998: Till Klimpke, balonmanista alemán.
- 1998: Matteo Donegà, ciclista italiano.
- 1998: Cam Brown, jugador de fútbol americano estadounidense.
- 1999: Bruno Fuchs, futbolista brasileño.
- 1999: Dominik Máthé, balonmanista húngaro.
- 1999: Romane Prigent, piragüista francesa.
- 1999: Gabe Davis, jugador de fútbol americano estadounidense.
- 1999: Danny Gray, jugador de fútbol americano estadounidense.
- 1999: Walker Little, jugador de fútbol americano estadounidense.
- 1999: Jacob Phillips, jugador de fútbol americano estadounidense.
- 1999: Axel Geller, tenista argentino.
- 1999: Gabriela Bitolo, balonmanista brasileña.
- 2000: Rhian Brewster, futbolista inglés.
- 2000: Barbora Seemanová, nadadora checa.
- 2000: Ricarda Bauernfeind, ciclista alemana.
- 2000: Nicole Charcopa, futbolista ecuatoriana.
- 2000: Víctor Gómez Perea, futbolista español.
- 2000: Alessandro Rizzoli, futbolista chileno.
- 2000: Max von Bülow, remero alemán.
- 2000: Constantin Möstl, balonmanista austriaco.
- 2001: Panayota Dosi, atleta griega.
- 2001: Mohamed El-Zayat, taekwondista egipcio.
- 2001: Mariem Jelifi, judoca tunecina.
- 2001: Marte Leinan Lund, esquiadora noruega.
- 2001: Oleksiy Sych, futbolista ucraniano.
- 2002: Rafael Bobeica, cantante portugués.
- 2002: Ignace Van der Brempt, futbolista belga.
- 2002: Jung Sang-bin, futbolista surcoreano.
- 2003: Gabriele Mulazzi, futbolista italiano.
- 2004: Michael Udebuluzor, futbolista hongkonés.
- 2004: Oscar Gloukh, futbolista israelí.
- 2004: Matheus França de Oliveira, futbolista brasileño.
- 2004: Anna Maria Millend, atleta estonia.
- 2005: Dominic Ballard, futbolista británico.
- 2005: Álvaro Folgueiras Campos, baloncestista español.
- 2005: Sergi Domínguez, futbolista español.
- 2005: Valentina Corvi, ciclista italiana.

## Fallecimientos
- 1085: Shenzong, emperador chino (n. 1048).
- 1132: Hugo de Grenoble, santo francés de la Iglesia católica (n. 1053).
- 1204: Leonor de Aquitania, reina consorte de Francia y de Inglaterra (n. 1122).
- 1455: Zbigniew Oleśnicki, cardenal y obispo católico polaco (n. 1389).
- 1510: Alejandro II de Imericia, rey de Georgia en 1478 y de Imericia de 1483 a 1510 (f. 1510).
- 1528: Francisco de Peñalosa, polifonista español (n. 1470).
- 1548: Segismundo I Jagellón el Viejo, rey polaco (n. 1467).
- 1580: Alonso Mudarra, vihuelista y compositor español (n. 1510).
- 1621: Cristofano Allori, pintor italiano (n. 1577).
- 1684: Roger Williams, teólogo británico (n. 1603).
- 1748: Ferdinando Sanfelice, arquitecto, pintor y noble italiano (n. 1675).
- 1799: Narciso Casanovas, compositor, organista, maestro de capilla y monje benedictino español (n. 1747).
- 1824: Ignacio Ducasi y Ojeda, organista, maestro de capilla y compositor español (n. 1775).
- 1830: Paul-Victor de Sèze, político y médico francés (n. 1754).
- 1843: John Armstrong Jr., militar y político estadounidense (n. 1758).
- 1856: Eustoquio Díaz Vélez, general argentino (n. 1782).
- 1861: Charlotte Campbell, novelista inglesa (n. 1775).
- 1861: Manuel Ángel Couto, periodista español (n. 1807).
- 1863: José Manuel Restrepo, fue un político e historiador colombiano. (n. 1781).
- 1865: Fray Vicente Solano, sacerdote, teólogo, filósofo, naturalista, y periodista ecuatoriano (n. 1791).
- 1869: Alexander Dreyschock, pianista y compositor romántico checo (n. 1818).
- 1872: Manuel Rivadeneyra, impresor español (n. 1805).
- 1888: Jules Émile Planchon, farmacéutico, botánico y pteridólogo francés (n. 1823).
- 1894: Remigio Morales Bermúdez, militar y político peruano (n. 1836).
- 1898: Celso Golmayo Zúpide, ajedrecista español (n. 1820).
- 1914: Angelo Mariani, químico ítalo-francés (n. 1838).
- 1915: Agustina Atienza y Cobos, pintora española (n. 1860).
- 1915: Laura Alberta Linton, química y médica estadounidense (n. 1853).
- 1916: Gabrielle Petit, enfermera belga y espía del MI6 durante la Primera Guerra Mundial (n. 1893).
- 1917: Scott Joplin, músico afroestadounidense (n. 1868).
- 1918: Paul von Rennenkampf, general ruso (n. 1854).
- 1921: Carl Johannes Thomae, matemático alemán (n. 1840).
- 1922: Carlos I, aristócrata austriaco, emperador de su país (n. 1887).
- 1924: Jacob Bolotin, médico estadounidense, primer médico ciego del mundo con licencia para practicar la medicina (n. 1888).
- 1926: Charles Angrand, pintor neoimpresionista y anarquista francés (n. 1854).
- 1927: Anacleto González Flores, abogado mexicano (n. 1888).
- 1930: Cósima Wagner, hija de Franz Liszt y esposa de Richard Wagner (n. 1837).
- 1933: Salvador Rueda, poeta español (n. 1857).
- 1933: Joaquín Xaudaró, historietista español (n. 1872).
- 1933: Alekséi Sorokin, abogado y político estonio (n. 1888).
- 1935: Dora Fabian, escritora y activista socialista alemana (n. 1901).
- 1935: Mathilde Wurm, política, trabajadora social y periodista alemana (n. 1874).
- 1939: Evaristo Viñuales Larroy, profesor y anarquista español (n. 1913).
- 1940: John A. Hobson, economista inglés (n. 1858).
- 1940: Alfonso Moreno Mora, poeta ecuatoriano (n. 1890).
- 1943: Polina Makogon, aviadora militar soviética (n. 1919).
- 1945: Rudolf Lippert, jinete alemán (n. 1900).
- 1946: Noah Beery, actor estadounidense (n. 1882).
- 1946: Lionel Royce, actor austriaco-estadounidense (n. 1891).
- 1947: Jorge II, aristócrata griego, rey de su país (n. 1890).
- 1947: Ekaterina Karavelova,  educadora, traductora, pacifista y sufragista búlgara (n. 1860).
- 1950: Charles R. Drew, físico estadounidense (n. 1904).
- 1952: Ferenc Molnár, escritor húngaro (n. 1878).
- 1952: Hans-Heinrich Sixt von Armin, general alemán (n. 1890).
- 1953: Halfdan Hansen, regatista noruego (n. 1883)
- 1954: Ahmed Agdamski, cantante de ópera azerbaiyano (n. 1884).
- 1957: Miguel Torrús Palomo, militar español (n. ¿?).
- 1958: James Milne, ingeniero ferroviario británico (n. 1883).
- 1959: Adeflor, periodista español (n. 1876).
- 1960: Medardo R. Farías, general y pionero de la aviación uruguayo (n. 1898).
- 1960: Walter Kuntze, general y criminal de guerra alemán (n. 1883).
- 1962: Ricardo Finochietto, médico argentino (n. 1888).
- 1962: Otto Pötzl, neurólogo y psiquiatra austriaco (n. 1877).
- 1965: Víctor Martínez Simancas, militar español (n. 1884)
- 1965: Helena Rubinstein, empresaria y filántropa polaca (n. 1872).
- 1966: Flann O'Brien, escritor irlandés (n. 1911).
- 1968: Antón Beiras García, oftalmólogo, humanista y poeta español.
- 1968: Lev Landáu, físico azerbaiyano, premio nobel de física en 1962 (n. 1908).
- 1971: Vasili Badanov, militar soviético (n. 1895).
- 1971: Orestes Caviglia, actor, cineasta y director de teatro argentino (n. 1893).
- 1971: Montserrat Macau Matas, lingüista y traductora española (n. 1932).
- 1971: Roberto Quintanilla, oficial de inteligencia boliviano (n. 1928).
- 1975: Harriet Bloch, guionista de cine danesa (n. 1881).
- 1976: Max Ernst, pintor alemán nacionalizado francés (n. 1891).
- 1978: Wenceslao Hinostroza, pintor peruano (n. 1897).
- 1978: Lynne Roberts, actriz estadounidense (n. 1922).
- 1979: Bruno Coquatrix, músico francés (n. 1910).
- 1981: Karl Bechert, físico teórico y político alemán (n. 1901).
- 1982: Miguel Espinosa Gironés, escritor español (n. 1926).
- 1984: Marvin Gaye, músico estadounidense (n. 1939).
- 1986: Erik Bruhn, coreógrafo danés (n. 1928).
- 1987: Henri Cochet, tenista francés (n. 1901).
- 1990: Hjalmar Olson, líder empresarial sueco (n. 1902).
- 1991: Martha Graham, bailarina y coreógrafa estadounidense (n. 1894).
- 1991: Jaime Guzmán, líder derechista chileno (n. 1946).
- 1991: Ramiro Losada Rodríguez, militar y político español (n. 1910).
- 1993: Juan de Borbón (conde de Barcelona), aristócrata español, hijo de Alfonso XIII y padre del rey Juan Carlos I (n. 1913).
- 1994: Robert Doisneau, fotógrafo francés (n. 1912).
- 1995: Francisco Moncion, miembro fundador del New York City Ballet (n. 1918)
- 1995: Víctor Valussi, futbolista argentino (n. 1912).
- 1998: César Enríquez, pintor y cineasta venezolano (n. 1918).
- 1998: Janusz Nasfeter, guionista y director de cine polaco (n. 1920).
- 1998: Rozz Williams, músico estadounidense, de la banda Christian Death (n. 1963).
- 1999: Ellis Yarnal Berry, abogado, editor periodístico y político estadounidense (n. 1902).
- 2001: Jalil Zandi, piloto de combate iraní (n. 1951).
- 2002: Sebastián Auger, empresario español (n. 1937).
- 2002: Tonino Cervi, director de cine, guionista y productor italiano (n. 1929).
- 2002: Simo Häyhä, soldado finés (n. 1905).
- 2003: Leslie Cheung, actor y cantante chino (n. 1956).
- 2003: Mario López, poeta y pintor español (n. 1918).
- 2004: Paul Atkinson, guitarrista británico de la banda The Zombies (n. 1946).
- 2004: Enrique Grau, pintor y escultor colombiano (n. 1920).
- 2004: Jacques Seiler, actor y director de teatro francés (n. 1928).
- 2004: Carrie Snodgress, actriz estadounidense (n. 1945).
- 2005: Álvaro Alsogaray, político, militar y economista argentino (n. 1913).
- 2005: Oswaldo Fadda, artista marcial brasileño (n. 1921).
- 2007: Norberto La Porta, político argentino (n. 1938).
- 2008: Sherry Britton, actriz y bailarina de burlesque estadounidense (n. 1918).
- 2008: Audrey Cahn, microbióloga y nutricionista australiana (n. 1905).
- 2009: Marcos Moshinsky, físico mexicano de origen ucraniano (n. 1921).
- 2009: Lou Perryman, actor estadounidense (n. 1941).
- 2009: Miguel Ángel Suárez, actor puertorriqueño (n. 1939).
- 2010: John Forsythe, actor estadounidense (n. 1918).
- 2010: Yuri Masliukov, político ruso (n. 1937).
- 2011: Amélia Império de Hamburger, física brasileña (n. 1932).
- 2012: Ekrem Bora, actor turco (n. 1934).
- 2012: Giorgio Chinaglia, futbolista italiano (n. 1947).
- 2012: Miguel de la Madrid, político mexicano, presidente de México entre 1982 y 1988 (n. 1934).
- 2012: Leila Denmark,  pediatra y supercentenaria estadounidense (n. 1898).
- 2012: Klaus Dylewski, oficial de la SS alemán (n. 1916).
- 2012: Antonio Ghirelli, periodista, escritor y ensayista italiano (n. 1922).
- 2014: Jacques Le Goff, historiador medievalista francés (n. 1924).
- 2014: Edgardo P. V. Murguía, sindicalista y político argentino (n. 1933).
- 2015: Misao Okawa, supercentenaria, persona más anciana del mundo (n. 1898).
- 2015: Cynthia Lennon, primera esposa del beatle John Lennon (n. 1939).
- 2015: Claude Grinberg, director, guionista y actor televisivo francés (n. 1941).
- 2016: Karl-Robert Ameln, regatista sueco (n. 1919).
- 2016: Pratyusha Banerjee, actriz india (n. 1991).
- 2016: José María Dexeus, médico ginecoobstetra español (n. 1924).
- 2016: Rudolf Kamelin, botánico y explorador ruso (n. 1938).
- 2016: Clarence Makwetu, activista y político sudafricano (n. 1928).
- 2017: Lonnie Brooks, cantante y guitarrista de blues estadounidense (n. 1933).
- 2017: Gösta Ekman, actor, comediante y director sueco (n. 1939).
- 2017: Antonio Lamela, arquitecto español (n. 1926).
- 2017: Yevgueni Yevtushenko, poeta ruso (n. 1932).
- 2018: Efraín Ríos Montt, político y militar guatemalteco, presidente de Guatemala entre 1982 y 1983 (n. 1926).
- 2018: Steven Bochco, cineasta estadounidense (n. 1943).
- 2018: Etelka Keserű, economista y política húngara (n. 1925).
- 2018: Efraín Trelles, historiador, escritor, periodista y comentarista deportivo peruano (n. 1953).
- 2018: Julia Vargas-Weise, fotógrafa, guionista, educadora y directora de cine boliviana (n. 1942).
- 2019: Enrique Álvarez Conde, académico español (n. 1952).
- 2019: Elizabeth Cuevas Melken, política mexicana (n. ¿?).
- 2019: Dimitar Dobrev, luchador grecorromano búlgaro (n. 1931).
- 2019: Rafael Sánchez Ferlosio, escritor español (n. 1927).
- 2019: Armando Vega Gil, compositor y escritor mexicano; suicidio (n. 1955).
- 2020: Branislav Blažić, cirujano y político serbio (n. 1957).
- 2020: David Driskell, artista visual y académico estadounidense (n. 1931).
- 2020: Nur Hassan Hussein, político somalí (n. 1937).
- 2020: Philippe Malaurie, abogado francés (n. 1925).
- 2020: Gérard Mannoni, escultor francés (n. 1928).
- 2020: Ellis Marsalis, pianista de jazz y educador musical estadounidense (n. 1934).
- 2020: Rüdiger Nehberg, activista alemán (n. 1935).
- 2020: Bucky Pizzarelli, guitarrista de jazz y banjista estadounidense (n. 1926).
- 2020: Adam Schlesinger, compositor estadounidense (n. 1967).
- 2020: Kim H. Veltman, historiador de ciencia y arte neerlandés-canadiense (n. 1948).
- 2021: Isamu Akasaki, ingeniero electrónico y científico japonés, premio nobel de física en 2014 (n. 1929).
- 2021: Rayappu Joseph, obispo católico esrilanqués (n. 1940).[
- 2021: Patrick Juvet, cantante suizo (n. 1950).
- 2021: Lee Aaker, actor estadounidense (n. 1943).
- 2022: Alberto Estella Goytre, abogado, político, periodista y escritor español (n. 1940).
- 2022: Jolanta Lothe, actriz polaca (n. 1942).
- 2022: Jerrold B. Tunnell, matemático estadounidense (n. 1950).
- 2023: Leonard Abrams, periodista estadounidense (n. 1954).
- 2023: Kwame Brathwaite, fotoperiodista y activista estadounidense (n. 1938).
- 2023: Ken Buchanan, boxeador profesional escocés (n. 1945).
- 2023: Léa Camargo, actriz brasileña (n. 1933).
- 2023: Hans Ettmayer, futbolista y entrenador de fútbol austriaco (n. 1946).
- 2023: Cedric Henderson, jugador de baloncesto estadounidense (n. 1965).
- 2023: Fay Miller, política australiana (n. 1947).
- 2023: Klaus Teuber, diseñador de juegos de mesa alemán (n. 1952).
- 2024: Lou Conter, militar estadounidense (n. 1921).
- 2024: Vontae Davis, jugador de fútbol americano estadounidense (n. 1988).
- 2024: Johnny Farfán, cantante y compositor peruano (n. 1943).
- 2024: Gisela Gaytan, política mexicana (n. 1986).
- 2024: Ed Piskor, historietista estadounidense (n. 1982).
- 2024: Mohammad Reza Zahedi, oficial militar iraní (n. 1960).
- 2024: Eduardo Zuleta, tenista ecuatoriano (n. 1935).
- 2025: Miguel Ángel Aguilar Miranda, obispo católico ecuatoriano (n. 1939).
- 2025: Roser Berdagué, traductora española (n. 1929).
- 2025: Arsenio Campos, actor mexicano (n. 1946).
- 2025: Val Kilmer, actor estadounidense (n. 1959).
- 2025: Johnny Tillotson, cantautor estadounidense (n. 1938).
- 2025: Faramarz Zelli, futbolista iraní (n. 1942).

## Celebraciones
- Día de las Bromas de abril.[6]
(conocido también como Día Internacional de las Bromas). Es una versión en el mundo anglosajón del Día de los Inocentes, que en el mundo hispano se celebra cada 28 de diciembre.

- Día Internacional de la Diversión en el Trabajo.[7]
Este día promueve la idea de que el humor y la diversión pueden y deben existir en el lugar de trabajo.[8]

- Día del Pan de Masa Madre.[9]
Reconoce uno de los panes con levadura más antiguos del mundo.

 Por países
(Por orden alfabético)
- Argentina: 
  - Día Nacional del Donante de Médula Ósea.[10][11]
Se celebra el aniversario de la puesta en funcionamiento del Registro Nacional de Donantes de Células Progenitoras Hematopoyéticas (CPH) del INCUCAI.
  -  Misiones: 
    - Semana Provincial de la Salud y la Actividad Física. (Ley VI N.º 303 de la Cámara de Diputados de Misiones).
Se desarrolla la primera semana del mes de abril de cada año, como parte de las actividades del Día Mundial de la Salud que se conmemora el 7 de abril.

- Chipre: 
  - Día Nacional de Chipre.[12]
(en inglés: Cyprus National Day).

- Estados Unidos: 
  - April Fool’s Day.

- India: 
  - Día de Odisha.
(en inglés: Odisha Day).

- Irán: 
  - Día de la República Islámica.[13]
(en inglés: Islamic Republic Day).

- México: 
  - Día del Barista.
Rinde homenaje a los profesionales del café, como los baristas, catadores y tostadores.En 2016, el Congreso de la Ciudad de México declaró este día como oficial.

- Tailandia: 
  - Día del Servicio Civil.
Conmemora la promulgación de la primera Ley de Servicio Civil en 1928. Se celebra desde 1979.
(en tailandés: วันข้าราชการพลเรือน (Wan Kharatchakan Phonlaruean)).[14]

- Tanzania: 
  - Día Nacional de Plantación de Árboles.
(en inglés: National Tree Planting Day).

### Santoral católico

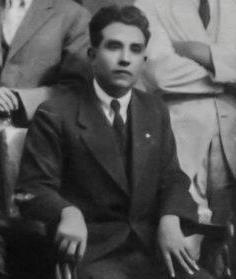
Beato Anacleto González Flores, mártir mexicano.

- San Venancio de Delminium, obispo, y compañeros de Dalmacia e Istria, Anastasio, Mauro, Pauliniano, Telio, Asterio, Septimio, Antioquiano y Gayano, mártires (s. III/IV).[15]
- Santas Agape y Quionia de Tesalónica, vírgenes y mártires (f. 304).[15]
- Santa María Egipcíaca (s. V).
- San Valerio de Lauconay, presbítero (s. VII).[15]
- San Celso de Armagh, obispo (f. 1129).[15]
- San Hugo de Grenoble, obispo (f. 1132).[15]
- Beato Hugo de Bonnevaux, abad (f. 1194).
- San Gilberto de Caihness, obispo (f. c. 1245).[15]
- Beato Nuno Álvares Pereira (s. XV).[15]
- Beato Juan Bretton, mártir (f. 1598).
- San Pedro Calungsod (s. XVII).[15]
- Beato Luis Pavoni, presbítero (1848).[15]
- Beato Anacleto González Flores, mártir (f. 1927).[16](imagen ilustrativa).
- Beato Luis Padilla Gómez, mártir (f. 1927).[17]
- Beato Jorge Vargas González, mártir (f. 1927).[18](No confundir con el político chileno Jorge Vargas González).
- Beato Vicente Vargas González, mártir (f. 1927).[19]